# Puna de Atacama

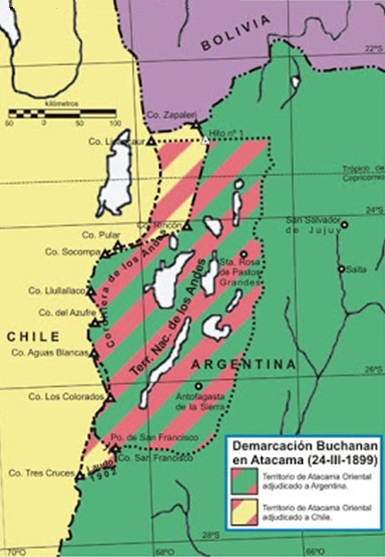
Puna de Atacama

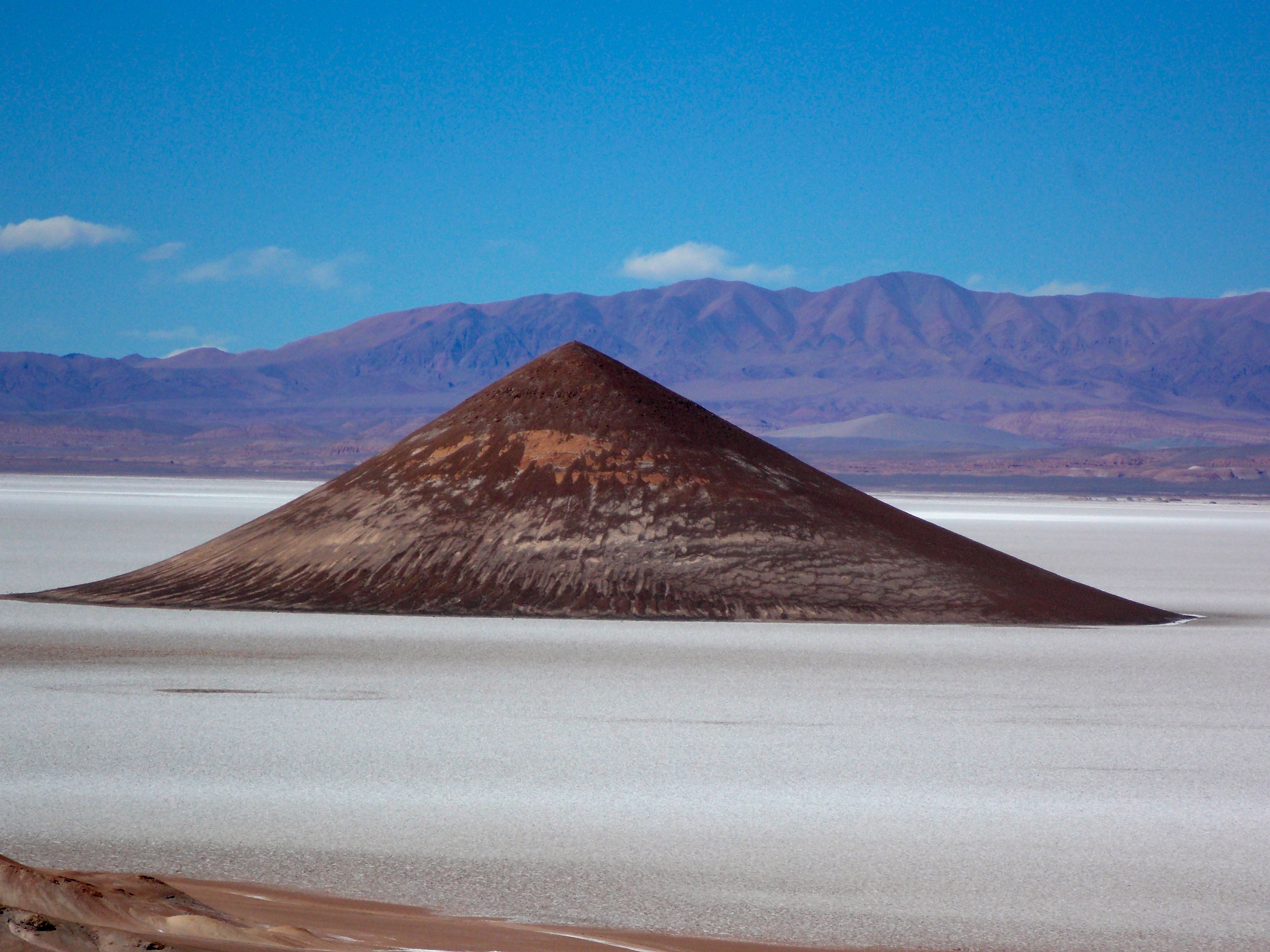
Cono de Arita, Salta (Argentina)

La Puna de Atacama è una regione naturale che sorge nella parte settentrionale dell'Argentina (85%) e del Cile (15%) ed è situata a est della Cordigliera Domeyko, nella parte meridionale delle Ande centrali.

## Geografia
È caratterizzata da altopiani aridi situati anche a 4000 m di altezza.

## Flora e fauna
La vegetazione è prevalentemente di tipo xerofilo mentre la fauna è costituita da lama e vigogne (animali più piccoli dei lama dai quali si ricava una lana molto pregiata e ricercata), flaminghi delle Ande o parinas o fenicotteri rosa vivono in prossimità delle lagune.